# Riu Juba

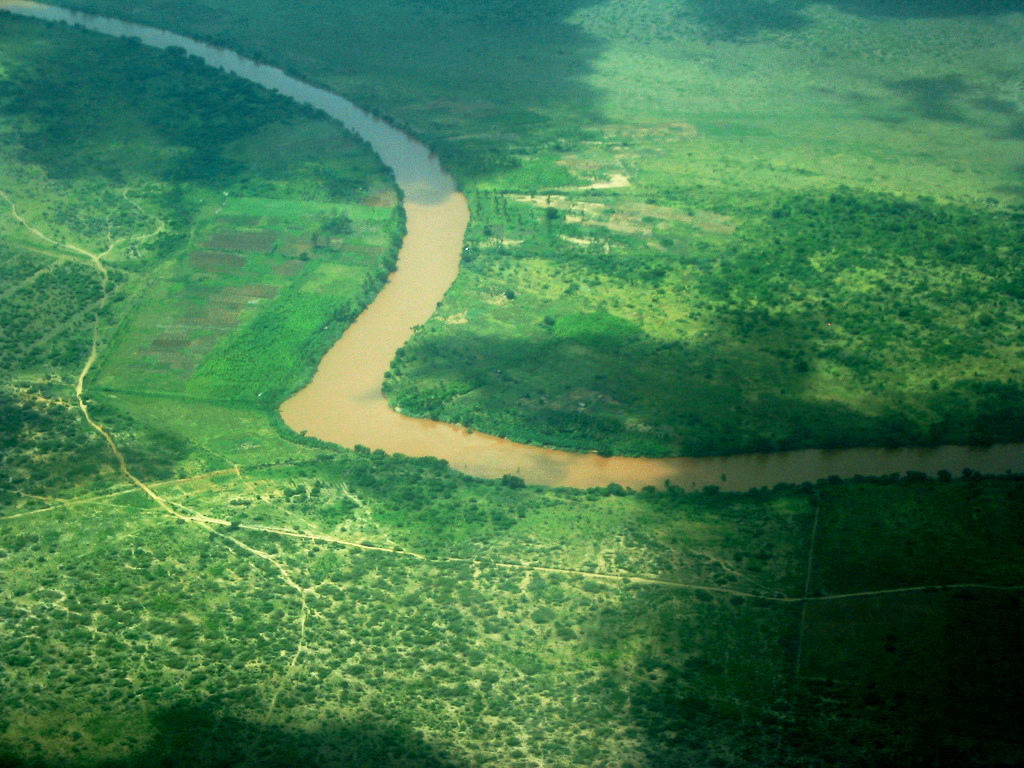
El riu Juba prop de Jamaame

El riu Jubba (somali: Webi Jubba) és un riu de la part sud de Somàlia que transcorre en la regió coneguda com a Jubalàndia, i s'origina prop de la frontera entre Somàlia i Etiòpia, per la unió del riu Dire Dawa o Daud i el riu Gebele (o Ganale) i el riu Web, i corre directament cap al sud fins a desaiguar a l'oceà Índic, al costat de Goobweyn (població propera a Kishimayu).

## Geografia
El seu curs és de més de 1.600 km. El curs superior el forma el Gabale i després se li uneix com afluent destacat per l'esquerra el Web; 16 km més al sud se li uneix el Dawa. Ja no té més afluents d'importància. Prop de la desembocadura rep en temps de pluges les aigües sobrants del llac Deshekwama. El riu és generalment navegable per vapors de poc fons entre la desembocadura i els 2 graus i 35 minuts nord (36 km al nord de Bardera quan comencen els ràpids).

## Història
El riu va formar fins al 1924 (de fet fins al 1925) la frontera entre l'Àfrica Oriental Britànica i la Somàlia Italiana.
La conca del riu és una sabana i és la regió més fèrtil de Somàlia. Té abundant vida animal com girafes, lleons, búfals, lleopards, guineus, hipopòtams, cocodrils, antílops, gaseles, camells i altres. És la zona amb més pluges del país i algunes vegades es desborda (la temporada de pluges és de març al maig) com va passar entre d'altres, el 1960 i el 1997 (aquesta darrera vegada va ploure dos mesos entre octubre i desembre, en temporada seca, i les inundacions foren conegudes com a Deyrtii Biyobadan (l'aiguat del 1997). Les principals ciutats són Luuq, Bardera, Jilib i Jamaame. Kishimayu està propera a la desembocadura, després de la unió del Juba amb el Shabele.
Fou explorat pel baró Karl Von der Decken el 1865 (en vapor); l'explorador va morir assassinat pels somalis a Bardera. El 1891 l'anglès capità Durand va explorar el curs inferior, i el 1892 i 1893 el van recórrer els italians Vittorio Bottego i Grixoni.
El riu donà nom a diversos territoris: el territori del Jubba o Jubaland, districte de l'Àfrica Oriental Britànica cedit pels britànics a Itàlia el 1924 i que el 1925 va formar la colònia d'Oltre Giuba, i el [1926] fou incorporada a la colònia de la Somàlia Italiana on va formar les dues comissaries d'Alto Giuba (capital Baidoa) i Basso Giuba (capital Chisimaio o Kishmayu fins al 1968 i després Jamaame, en italià Margherita, fins al 1982) que van formar dues províncies de la Somàlia independent (1960-1982). Finalment, el 1982 van formar tres regions: Gedo (amb part de l'Alt Juba), Juba Mitjà o Jubbada Dhexe (part de l'Alt Juba i part del Baix Juba) i el Baix Juba o Jubbada Hoose (resta del Baix Juba). La regió històrica i moderna del Jubaland o Jubalàndia pren també el nom d'aquest riu.